# 4535 Adamcarolla
4535 Adamcarolla eller 1986 QV2 är en asteroid i huvudbältet som upptäcktes den 28 augusti 1986 av den belgiske astronomen Henri Debehogne vid La Silla-observatoriet. Den är uppkallad efter Adam Carolla.
Asteroiden har en diameter på ungefär 9 kilometer.